# Tawan char owoo
Tawan char owoo (mong. Таван хар овоо; ros. Табун-Хара-Обо, Тавань Хар, Tabun-Chara-Obo, Tawań Char) – krater uderzeniowy położony w ajmaku wschodniogobijskim na pustyni Gobi w Mongolii. Skały krateru odsłaniają się na powierzchni ziemi.

## Charakterystyka

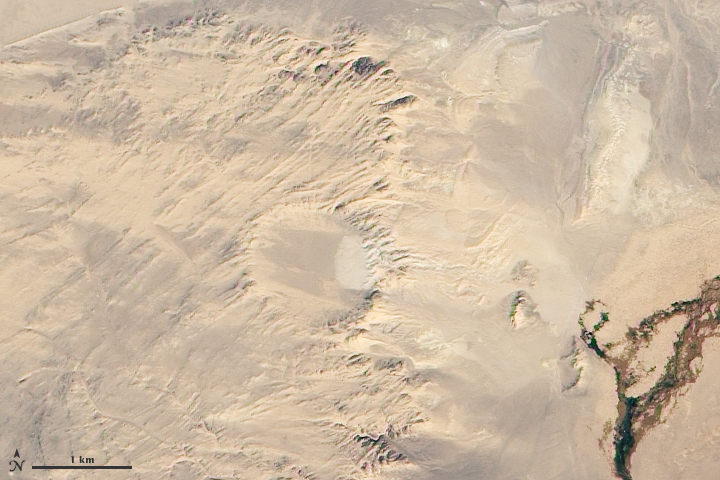
Krater Tawan char owoo widziany z kosmosu

Krater ma średnicę od 1230 do 1360 m i głębokość od 20 do 30 m. Pierwotnie misa krateru była znacznie głębsza, zawiera ona sekwencję osadów o miąższości 171 m powstałych na dnie słonego jeziora meteorytowego, które wypełniało krater przez większość czasu jego istnienia. Powstał on około 150 milionów lat temu, najprawdopodobniej w późnej jurze. Utworzył go upadek małego ciała niebieskiego na skały krystaliczne o wieku ok. 600 milionów lat, proterozoiczne łupki, gnejsy i amfibolity.

## Odkrycie
Krater został rozpoznany z samolotu przez radzieckich badaczy w latach 60. XX wieku. Pierwsza praca naukowa poświęcona tej strukturze ukazała się w latach 70., uczeni stwierdzili, że najprawdopodobniej jest to krater uderzeniowy, ale potwierdzenie przyniosły dopiero wiercenia wykonane w 2008 roku. Z głębi krateru wydobyto skały noszące ślady szokmetamorfizmu i planarne struktury deformacyjne.